# Georgiasaurus
Georgiasaurus là một chi thằn lằn cổ rắn, được Otschev mô tả khoa học năm 1878.